# Association mondiale des services d'emploi publics
 (octobre 2014).
Si vous disposez d'ouvrages ou d'articles de référence ou si vous connaissez des sites web de qualité traitant du thème abordé ici, merci de compléter l'article en donnant les références utiles à sa vérifiabilité et en les liant à la section « Notes et références ».
L’Association mondiale des services d'emploi publics, aussi connue sous l'acronyme AMSEP, est une organisation internationale regroupant des services publics de l’emploi. Cette organisation offre des échanges de bonnes pratiques, des exemples à suivre, et des activités de réseau prenant la forme de conférences, d’ateliers, de séminaires et de voyages d’études. Ses membres sont les services publics de l’emploi ou les administrations responsables du marché du travail.

## Historique
C'est dans le but d’ouvrir une plateforme informelle pour l’échange de bonnes pratiques dans le domaine des services d’emploi, que L’AMSEP a été fondée le 18 octobre 1988 par six services publics d'emploi : le Canada, la France, l’Allemagne, les Pays-Bas, la Suède et les États-Unis, conjointement avec l’Organisation internationale du travail (OIT) qui reste actuellement un observateur de l’association.
Initialement lié au siège de l’OIT, le secrétariat exécutif de l’AMSEP devint rapidement un bureau ayant ses propres ressources. Le secrétariat exécutif a été établi à Vienne et à Paris et depuis 2003, il est basé à Bruxelles dans les locaux du VDAB, le service public d'emploi flamand. Les ressources et le personnel du secrétariat proviennent de généreuses contributions de divers services publics d'emploi.
Le nombre de membres augmente constamment et l'AMSEP est à présent une organisation influente dans les différentes régions du monde, représentant l'expertise de plus d'un million d'employés et travaillant main dans la main avec des organisations internationales.

## Rôle de l'AMSEP
L’AMSEP est le seul réseau international de décideurs au niveau des services publics de l’emploi. En favorisant l’échange de bonnes pratiques entre les régions et au sein de celles-ci, l’AMSEP contribue à l’accroissement des connaissances sur le marché du travail, les migrations et la formation. 
L’AMSEP organise chaque année des activités dans toutes les régions du monde pour les services publics d'emploi et autres organisations invitées : conférences, ateliers, évaluations par les pairs, activités menées grâce au fonds de coopération et enquêtes sur les stratégies et résultats des services publics de l’emploi.

## Organisation
L’AMSEP est une organisation de droit belge à but non lucratif. Lors de l’assemblée générale qui se tient tous les trois ans, les membres de l’AMSEP élisent un Conseil d’administration, un trésorier, un auditeur et le président de l’organisation. En 2015, c’est la Turquie qui a été désignée pour la présidence, et celle-ci est exercée par le Service public de l’emploi turc, Iskur  jusqu’en 2018. 
L’AMSEP est organisée en cinq régions, chacune ayant un vice-président la représentant :
- Afrique
- Amériques
- Asie et Pacifique
- Europe
- Moyen-Orient et Pays Arabes

Les organes décisionnels de l’AMSEP sont :
- L’assemblée générale
- Le conseil d'administration

Les organes exécutifs de l’AMSEP sont :
- Le président
- Le secrétaire exécutif
- Le trésorier
- Les vice-présidents

### Structure de l'AMSEP
Pour des info sur la structure de l'AMSEP, suivez ce lien

### Présidences de l'AMSEP
1989-1998                    Canada   M. Lionel Lindsley-Dixon
1998-1999                    Tunisie    M. Hédi Mamou
1999-2002                    Norvège  M. Ted Hanisch, M. Blaalid, M. Lars Wilhelmsen, Mme Inger Johanne Stokke et M. Per     Engebretsen
2003-2006                     Suède     M. Anders L Johansson et M. Bo Bylund
2006-2012                     France    M. Christian Charpy et M. Jean Bassère
2012-2015                     Suède     Mme Angeles Bermudez-Svankvist et Mme Elisabet Arp
2015-2018                     Turquie   Mr Nusret Yazici - Mr Mehmet Ali Ozkan - Mr Ismet Köksal 
2018-2021                      Maroc

### Secrétaires exécutifs de l'AMSEP
1989-1995                    OIT                M. Lukas Wagt
1995-1997                    Autriche      M. Franz Gundacker
1998-1999                    France         M. François Ducloux
2000-2003                    France         M. Jean Duronsoy
2004-2011                    Belgique     M. Patrick Venier
2011-2017                    Belgique    Mme Lenka Kint
2017-2018                    Belgique    Mme. Françoise Kuyl 
2018-actuellement       Belgique    Mme. Eve-Marie Mosseray

### Congrès mondiaux et assemblées générales
1992   Niort, France, Les services publics de l’emploi et le secteur privé
1995    Stratford-upon-Avon, Grande-Bretagne, Pressions pour le changement
1997    Nuremberg, Allemagne, Mondialisation, migration et marché du travail
1999    Merida, Mexique, Vision, stratégie et gestion des services publics de l’emploi pour le nouveau millénaire
2001    Bergen, Norvège, Les SPE à la croisée des chemins : des stratégies publiques actives pour que les SPE satisfassent aux nouvelles exigences du marché
2003    Marrakech, Maroc, Promouvoir l'emploi - Lutter contre le chômage en construisant de nouvelles relations entre les SPE et les partenaires sociaux
2006    Québec, Canada, Performance des SPE au 21ème siècle
2009    Dubrovnik, Croatie, Réponses des SPE à la crise : initiatives opérationnelles pour un rétablissement durable
2012    Séoul, République de Corée, Les services publics de l’emploi et la gestion du changement
2015    Istambul, Turquie, Les SPE et le nouveau monde du travail

## Aujourd’hui
Le service public de l’emploi joue un rôle clef dans l’efficacité des politiques de marché du travail et lorsqu’il s’agit de soutenir les demandeurs d’emplois et les employeurs sur un marché du travail en mutation. Par exemple, les services publics de l’emploi peuvent soutenir des individus qui n’ont pas d’ancrage suffisant dans le monde du travail en termes de réseaux et de contacts. Ils peuvent contribuer à une plus grande mobilité du marché du travail et, de ce fait, à améliorer les chances des employeurs dans la recherche de la personne la plus adaptée à un poste donné. Les services de l’emploi peuvent aussi fournir des informations sur le marché du travail et offrir une orientation professionnelle aux personnes qui ont une faible position sur ce même marché. Dans de nombreux pays, ces services peuvent aussi servir d’intermédiaires dans l’offre de stages et d’apprentissages, et des formations professionnelles sont proposées, en fonction des besoins des employeurs et des facultés des travailleurs. 
Il se produit d’importantes mutations sur le marché du travail au niveau mondial, et de plus en plus d’emplois sont provisoires. De nombreux pays subissent un chômage structurel élevé, et de larges groupes sont éloignés du monde du travail, faute, notamment, d’une formation adaptée. Face à ces mutations, il y a une exigence de flexibilité et de développement des compétences tout au long de la vie active. Aujourd’hui, les services publics de l’emploi font face à une série de défis. Les gouvernements de nombreux pays sont de plus en plus exigeants vis-à-vis de leur service de l’emploi, en même temps que les ressources qui leur sont consacrées peuvent diminuer. Souvent, les services publics de l’emploi coopèrent avec de nombreux partenaires sur le marché du travail.